# Zielona Kopa
 Zielona Kopa – mały masyw w południowo-zachodniej Polsce, w Górach Izerskich, wchodzący w skład mikroregionu Grzbietu Wysokiego.

## Lokalizacja
Masyw Zielonej Kopy położony jest na wysokości 1080–1126 m n.p.m., w Sudetach Zachodnich, w środkowo-wschodniej części Gór Izerskich, w najwyższej centralnej części Wysokiego Grzbietu Gór Izerskich, około 2,4 km na południowy zachód od Rozdroża Izerskiego. Od północno-wschodniej strony masyw oddziela Dolina Kwisy, od północnego zachodu Mokra Przełęcz a od wschodu mała Dolina Ciekonia. Na południu, poprzez Rozdroże pod Cichą Równią łączy się z masywem Cichej Równi.

## Charakterystyka
Zielona Kopa to najwyżej położona w Górach Izerskich rozległa wierzchowina o charakterze rozległej kopuły, z której wyrastają słabo zaznaczone, kopulaste kulminacje szczytowe: najwyższej w Górach Izerskich Wysokiej Kopy (1126 m), Przedniej Kopy (1114 m) i Sinych Skałek (1122 m), zwanych też Kopą. W środku między nimi wytworzyło się torfowisko. Na południe wznosi się nieco odosobnione i niższe wzniesienie Złote Jamy (1088 m). Powierzchnia wierzchowiny jest tak wyrównana, że poszczególne wierzchołki w terenie są trudno rozpoznawalne. Północne zbocza Masywu stromo opadają ku północy, w kierunku doliny Kwisy. Zbocza: południowe, zachodnie i wschodnie są nieco łagodniejsze. Masyw stanowi wododział zlewisk morza Bałtyckiego i Północnego. Na stokach Masywu znajdują źródła Kwisy i jej dopływów, oraz liczne źródełka głównych dopływów rzek: Izery i Kamiennej.
Zielona Kopa zbudowana jest z granitognejsów należących do bloku karkonosko-izerskiego, a ściśle do jego północno-zachodniej części -  metamorfiku izerskiego. Na Sinych Skałkach zalega rumowisko skał gnejsowych.
Wierzchowina i zbocza porośnięte są młodym zdrowym lasem, w partii wierzchołkowej między młodym lasem występują torfowiska i łąki subalpejskie, na których rośną rzadkie gatunki roślin: arcydzięgiel litwor, gęsiówka Hallera, zawilec narcyzowy i inne.

## Historia
Od połowy średniowiecza na południowych stokach masywu, poniżej szczytu Złote Jamy nieopodal Rozdroża pod Cichą Równią wydobywano złotonośne minerały. Złoże było małe i dawno się wyczerpało. Po eksploatacji złotonośnego kwarcu pozostały ślady wyrobisk górniczych z okresu XIII – XV wieku.

## Inne
- W latach osiemdziesiątych XX wieku w górnych partiach masywu w wyniku klęski ekologicznej, wywołanej zanieczyszczeniem powietrza został całkowicie zniszczony las monokultury świerkowej, zaszczepiony w XIX wieku. Obecnie na stokach w miejscu zniszczonego lasu rośnie młode pokolenie drzew, o klęsce przypominają jedynie wystające ponad młodnik obumarłe kikuty drzew.
- Na wschód od masywu wznosi się wzniesienie Izerskie Garby (1084 m). Na północno-wschodnim zboczu wzniesienia położone są wyrobiska kopalni kwarcu Stanisław, najwyżej położonej kopalni odkrywkowej w Polsce.
- Szczyty masywu bardzo często pokrywają chmury i mgły.
- W partii szczytowej masywu na najwyższych wzniesieniach długo utrzymuje się pokrywa śnieżna często do połowy maja.

## Turystyka
Przez masyw Zielonej Kopy prowadzi szlak turystyczny:
- czerwony – Główny Szlak Sudecki im. M. Orłowicza ze Świeradowa-Zdroju przez Góry Izerskie Karkonosze i dalej.
- Ze wzniesień Zielonej Kopy roztaczają się rozległe widoki.